# Ilex bioritsensis
Ilex bioritsensis — вид квіткових рослин з родини падубових.

## Морфологічна характеристика
Це вічнозелений кущ чи дерево 1.5–10 метрів заввишки. Гілочки сіро-бурі, рідко запушені чи голі, гладкі, без сочевичок; сочевиці світлого кольору. Листя на гілках до четвертого року. Ніжка листка ≈ 3 мм, запушена. Листова пластина абаксіально (низ) зеленувата, адаксіально темно-зелена, блискуча, яйцеподібна чи ромбічна, 2.5–5.5 × 1.5–2.5 см, основа округла або зрізана, край вигнутий, з 3 або 4 парами сильних шипів, верхівка загострена, з шипом ≈ 3 мм. Плід ччервоний, еліпсоїдний, 8–10 мм, ≈ 7 мм у діаметрі. Квітне у квітні й травні; плодить у липні — жовтні.

## Поширення
Ареал: Тибет, Тайвань, Китай. Населяє вічнозелені широколистяні ліси, чагарникові ділянки; 900–4000 метрів.
Його листям харчуються сірі кирпаті мавпи (Rhinopithecus brelichi).